# Harold Hamersma
Harold Hamersma (Amsterdam, 9 augustus 1956) is een Nederlands schrijver, voornamelijk op het gebied van wijn.
Hij groeide op in een joods milieu in de Oude Pijp, moest nog douchen in het badhuis aan de Eerste Sweelinckstraat. Hij bezocht lagere scholen in de buurt en kreeg een voortgezette opleiding aan het Ir. Lely Lyceum aan de Keizersgracht. Van jongs af aan was hij met schrijven bezig op een Underwood-typemachine. Hij schreef voor de schoolkrant en het blaadje van de voetbalclub. In 1979 werd van hem een kort verhaal (Vlieg vlieg) geplaatst in het maandblad Avenue. Op advies van zijn vrouw ging hij werken in de reclamewereld, nadat hij eerst korte biografieën had geschreven voor artiesten van Bovema. In 2003 maakte hij een draai in zijn leven; hij ging schrijven over wijn. Een loopbaan gebaseerd op De complete wijnliefhebber van Hubrecht Duijker. Er verschenen talloze boeken (deels) van zijn hand over dat onderwerp, waaronder het Handboek voor de moderne wijnliefhebber, samen Nicolaas Klei en gidsen De kleine Hamersma en De grote Hamersma, samen met auteurs als Esmee Langereis en Merlijn de Leur-van Duyn. In de jaren 10 leverde hij op verzoek de bijdrage Een schitterend leven aan Wat ik van mijn moeder leerde van Manon Duintjer. 
In 2008 begonnen Hamersma en Ronald Hoeben met de gastronomische videosite Foodtube.nl, sinds 2017 beheerd door Hoeben. 
Schrijver Murat Isik haalde hem in die jaren over een roman te schijven. Het mondde uit in het autobiografische Onder de rook van Heineken, Een jeugd in De Pijp (2020) waarin Hamersma vertelt over zijn jeugd in De Pijp. De vrouw die water liet aanbranden verscheen in 2021 van zijn hand bij uitgeverij Ambo/Anthos). Hij vertelt daarin over zijn culinaire avonturen en ontdekkingen en meer over zijn jeugd en zijn moeder. 
Zijn vrouw Karin Richter baat sinds 2015 een kookboekenwinkel uit in de Gerard Doustraat in De Pijp.